# Chemnitz
Chemnitz (nemško: [ˈkɛmnɪts] () od 1953 do 1990: Karl-Marx-Stadt [kaʁlˈmaʁksˌʃtat] (), dob. 'mesto Karla Marxa') je tretje največje mesto v nemški zvezni državi Saška za Leipzigom in Dresdnom. Chemnitz je tudi tretje največje mesto v turingijsko-zgornjesaškem narečnem območju. Je peto največje mesto na območju nekdanje Vzhodne Nemčije za (Vzhodnim) Berlinom, Leipzigom, Dresdnom in Hallejem. Mesto je del osrednjenemške metropolitanske regije in leži sredi niza mest, ki ležijo v gosto poseljenem severnem Saškem višavju gorovja Elster in Rudogorja, ki se razteza od Plauena na jugozahodu prek Zwickaua, Chemnitza in Freiberga do Dresdna na severovzhod.
Mesto leži v kotlini, ki ga na jugu ga obdajajo Rudogorje, na severu pa osrednje Saško hribovje. Mesto stoji ob reki Chemnitz, ki nastane zaradi sotočja rek Zwönitz in Würschnitz v okrožju Altchemnitz.
Tako ime mesta kot imena rek so slovanskega izvora. Gospodarstvo mesta temelji na storitvenem sektorju in predelovalni industriji. Tehnološka univerza v Chemnitzu ima približno 10.000 študentov.
Chemnitz in Nova Gorica skupaj z Gorico so leta 2025 evropske prestolnice kulture.

## Etimologija
Chemnitz je dobil ime po reki Chemnitz, majhnem pritoku Zwickau Mulde. Beseda Chemnitz je iz lužiškega jezika (zgornjelužiško: Kamjenica) in pomeni 'kamnit [potok]'. Beseda je sestavljena iz slovanske besede kam, ki pomeni 'kamen' in ženske pripone -ica.
V češčini je znana kot Saská Kamenice, v poljščini pa kot Kamienica Saska. Obstaja veliko drugih mest z imenom Kamienica ali Kamenice na območjih nekdanje ali sedanje slovanske poselitve.

## Zgodovina

### Svobodno cesarsko mesto
Pri Kamienici je bila naselbina zgodnjih slovanskih plemen, prva dokumentirana uporaba tega imena pa je bila leta 1143, kot lokacija benediktinskega samostana, okoli katerega je zraslo naselje. Okrog leta 1170 mu je Friderik I., cesar Svetega rimskega cesarstva, podelil pravice svobodnega cesarskega mesta. Kamienica je bila kasneje ponemčena kot Chemnitz.

### Meissen in Saška
Leta 1307 je mesto postalo podrejeno mejni grofiji Meissen, predhodnici saške države. V srednjem veku je Chemnitz postal središče proizvodnje in trgovine s tekstilom. Več kot tretjina prebivalstva je delala v tekstilni proizvodnji. Leta 1356 je mejno grofijo nasledila Saška (volilna kneževina).
Geolog Georgius Agricola (1494-1555), avtor številnih pomembnih del o rudarstvu in metalurgiji, vključno s prelomno razpravo De Re Metallica, je leta 1533 postal mestni zdravnik v Chemnitzu in tu živel do svoje smrti leta 1555. Leta 1546 je bil izvoljen za meščana Chemnitz in bil istega leta imenovan tudi za župana in je bil ponovno izvoljen v letih 1547, 1551 in 1553. Kljub temu, da je bil vodilni meščan mesta, mu je protestantski vojvoda, ko je leta 1555 Agricola umrl, zavrnil pokop v mestni stolnici zaradi Agricolove zvestobe rimskokatoliški veri. Agricolovi prijatelji so poskrbeli, da so njegove posmrtne ostanke pokopali v bolj naklonjenem Zeitzu, približno 50 km stran. Chemnitz je postal znano trgovsko in tekstilno mesto.
Leta 1806, s koncem Svetega rimskega cesarstva, se je volilna oblast preimenovala v Kraljevino Saško in ta je preživela do nemirov leta 1918, ki so sledili premirju, ki je končalo prvo svetovno vojno.
Do začetka 19. stoletja je Chemnitz postal industrijsko središče (včasih imenovan »saški Manchester«, nemško Sächsisches Manchester, izgovorjava [ˈzɛksɪʃəs ˈmɛntʃɛstɐ] ()). Pomembna industrijska podjetja so ustanovili Richard Hartmann, Louis Schönherr in Johann von Zimmermann. Chemnitz je postal središče inovacij v Kraljevini Saški in kasneje v Nemčiji. Leta 1913 je Chemnitz štel 320.000 prebivalcev in je bil takrat tako kot Leipzig in Dresden večji kot danes. Po izgubi prebivalstva zaradi prve svetovne vojne je Chemnitz spet hitro rasel in leta 1930 dosegel najvišjo vrednost 360.250 prebivalcev. Nato je rast ustavila svetovna gospodarska kriza.

### Weimarska republika
Kot delavsko industrijsko mesto je bil Chemnitz po prvi svetovni vojni močno središče socialistične politične organizacije. Ob ustanovitvi nemške komunistične stranke je lokalna Neodvisna socialdemokratska stranka Nemčije s 1000 glasovi proti trem glasovala za izstop iz stranke in se pridružila komunistični stranki za svojima lokalnima voditeljema, Fritzem Heckertom in Heinrichom Brandlerjem. Marca 1919 je imela nemška komunistična partija v mestu Chemnitz več kot 10.000 članov. Chemnitz je bil eno največjih nemških industrijskih središč. Zaradi izvoznega prometa je bila leta 1929 v Chemnitz-Hilbersdorfu postavljena sodobna ranžirna postaja. Takrat je bilo vodilno mesto na evropskem tekstilnem trgu. Auto Union (danes Audi) je bil ustanovljen leta 1932 v Chemnitzu.

### Druga svetovna vojna
Zavezniško bombardiranje je med drugo svetovno vojno uničilo 41 odstotkov pozidanega območja Chemnitza. V Chemnitzu so bile tovarne, ki so proizvajale vojaško opremo in taborišče za prisilno delo Flossenbürg (500 jetnic) za Astra-Werke AG. Rafinerija nafte je bila tarča bombnikov med naftno kampanjo druge svetovne vojne, napadi operacije Thunderclap pa so vključevali naslednje napade:
- 14./15. februar 1945: v prvem večjem napadu na Chemnitz je sodelovalo 717 bombnikov RAF, vendar je zaradi oblačnosti večina bomb padla na odprto pokrajino.
- 2/3–5 marec: bombniki USAAF so napadli ranžirne postaje.[8]
- 5. marec: napadenih 760 bombnikov RAF.

Sedež proizvajalca avtomobilov Auto Union je bil od leta 1932 v Chemnitzu, njegove stavbe pa so bile močno poškodovane. Ob koncu vojne je vodstvo podjetja pobegnilo in podjetje preselilo v Ingolstadt na Bavarskem, kjer se je razvilo v Audi, ki je danes blagovna znamka znotraj skupine Volkswagen.
Bombardiranje v drugi svetovni vojni je večino mesta pustilo v ruševinah, povojna vzhodnonemška obnova pa je vključevala velike nizke (in pozneje visoke Plattenbau) stanovanja. Mesto so 8. maja 1945 zasedle sovjetske čete. Nekatera turistična mesta so bila obnovljena v času Vzhodne Nemčije in po združitvi Nemčije.

### NDR
Po razpadu Länder (dežel) v NDR leta 1952 je Chemnitz postal sedež okrožja. 10. maja 1953 se je mesto po odločitvi vzhodnonemške vlade preimenovalo v Karl-Marx-Stadt po Karlu Marxu v znak priznanja njegove industrijske dediščine in leta Karla Marxa, ki je zaznamovalo 135. obletnico njegovega rojstva in 70. obletnico njegove smrti. Premier NDR Otto Grotewohl je dejal:
Ljudje, ki živimo tukaj, se ne oziramo nazaj, ampak se veselimo nove in boljše prihodnosti. Gledamo socializem. Z ljubeznijo in predanostjo gledamo na utemeljitelja socialistične doktrine, največjega sina nemškega ljudstva, na Karla Marxa. Izpolnjujem sklep vlade. Izvajam slovesno dejanje preimenovanja mesta in izjavljam: Odslej to mesto nosi ponosno in obvezno ime Karl-Marx-Stadt.
Po uničenju mestnega jedra v drugi svetovni vojni so ga vzhodnonemške oblasti poskušale obnoviti, da bi simboliziralo koncepte urbanega razvoja socialističnega mesta. Takratna zasnova mestnega jedra je bila zavrnjena v korist novega cestnega omrežja. Vendar prvotni načrti niso bili dokončani. Poleg tega je imel hiter razvoj stanovanj prednost pred ohranjanjem starih stavb. Tako so bila v 1960-ih in 1970-ih v središču kot na obrobju velika območja zgrajena v slogu montažnih stanovanjskih blokov, na primer Yorckstrasse. Stare stavbe tega obdobja, ki so še obstajale zlasti v četrtih Kassberg, Chemnitz-Sonnenberg [de] in Chemnitz-Schloßchemnitz, so bile zanemarjene in so vse bolj propadale.

### Po združitvi Nemčij
23. aprila 1990 je bil izveden referendum o prihodnjem imenu mesta: 76 % volivcev je glasovalo za staro ime Chemnitz. 1. junija 1990 je bilo mesto uradno preimenovano.
Po ponovni združitvi Nemčije 3. oktobra 1990 je mesto Chemnitz čakalo več težkih nalog. Številni prebivalci so se preselili v nekdanjo Zahodno Nemčijo in brezposelnost v regiji se je močno povečala; poleg tega Chemnitz ni imel ustreznih nakupovalnih zmogljivosti, povpraševanje pa vedno večje. V zgodnjih 1990-ih so na obrobju mesta nastali veliki nakupovalni centri.
Chemnitz je edino večje nemško mesto, katerega središče je bilo po letu 1990 na novo načrtovano, podobno kot obnova več drugih nemških mest v letih takoj po vojni. Načrti za obnovo stisnjenega mestnega središča okoli zgodovinske mestne hiše leta 1991 so privedli do natečaja za urbanistično oblikovanje. Mesto je objavilo mednarodni razpis in ga izvedlo s pomočjo partnerskega mesta Düsseldorf. Predmetni projekt na v bistvu neizkoriščenem območju nekdanjega mesta bi bil po obsegu primerljiv s Potsdamer Platzom v Berlinu.
Številni mednarodno znani arhitekti, kot so Hans Kollhoff, Helmut Jahn in Christoph Ingenhoven, so zasnovali novo mestno središče. Sredi 1990-ih se je začel razvoj degradiranih mestnih območij okoli mestne hiše v novo mesto. V mestu Chemnitz je nastalo več kot 66.000 kvadratnih metrov prodajnih površin. Z izgradnjo poslovne in poslovne stavbe na gradbišču "B3" pri sodišču v Düsseldorfu je bila v letu 2010 zapolnjena zadnja vrzel v podobi mestnega središča. Intenziven razvoj je vključeval rušenje delno zgodovinsko vrednih stavb iz tega obdobja in je bil sporen. Med letoma 1990 in 2007 je bilo z zemljo zravnanih več kot 250 stavb.
Konec avgusta 2018 je bilo mesto prizorišče niza protestov, ki so pritegnili najmanj 8000 ljudi. Protestov so se udeležile skrajno desničarske in neonacistične skupine. Tiskovne hiše so poročale o mafijskem nasilju in nemirih. Protesti so se začeli po aretaciji dveh priseljencev z Bližnjega vzhoda v povezavi z umorom Daniela H., 35-letnega Nemca, sina nemške matere in kubanskega očeta, ki se je zgodil 26. avgusta. Izbruhnili so nasilni spopadi med skrajno desničarskimi protestniki in skrajno levičarskimi protiprotestniki, v katerih je bilo ranjenih. Drhal je bila številčnejša od lokalne policije. Obstajajo poročila, da so desničarski protestniki lovili temnopolte mimoidoče in tiste, ki so bili videti kot tujci na ulicah, preden je prišlo več policije in posredovalo. Nemire so na široko obsodili mediji in politiki po vsej Nemčiji in so bili »opisani kot spominjajo na državljansko vojno in nacistične pogrome«.
Poročila o mafijskem nasilju in izgredih so bila pozneje kritizirana kot netočna. Nemški švicarski časopis Neue Zürcher Zeitung je popravil svoja prejšnja poročila in navedel, da očitno ni bilo mafijskega nasilja, so pa bili občasni posegi. Minister, predsednik Saške Michael Kretschmer je prišel do istega zaključka: »ni bilo drhal in lova na ljudi«.
En teden po protestih je brezplačni »Koncert proti desnici« pod geslom »Mi smo več« (#wirsindmehr) privabil približno 65.000 gledalcev. Z enominutnim molkom se spominjamo umorjenega Daniela H., sina nemške matere in kubanskega očeta. Sam koncert je bil kritiziran zaradi skrajno levičarskih dejavnosti in nasilnih besedil nekaterih sodelujočih skupin.

## Kultura in znamenitosti
Mesto je 28. oktobra 2020 zmagalo v kandidaturi za eno od dveh evropskih prestolnic kulture (leta 2025) in premagalo Hannover, Hildesheim, Magdeburg in Nürnberg.
Gledališče Chemnitz ponuja raznolike predstave: opero (operna hiša iz leta 1909), igre, balet in lutke ter prireja koncerte orkestra Robert-Schumann-Philharmonie (ustanovljen 1832).
Turistične znamenitosti so: soseska Kassberg s stavbami iz 18. in 19. stoletja ter spomenik Karlu Marxu Leva Kerbela, ki so ga domačini poimenovali Nischel (saška narečna beseda za 'glavo'). Znamenitosti so stara mestna hiša z renesančnim portalom (15. stoletje), grad na mestu nekdanjega samostana ter okolica operne hiše in stare univerze. Najbolj opazna znamenitost je rdeči stolp, zgrajen v poznem 12. ali začetku 13. stoletja kot del mestnega obzidja.
Okameneli gozd v Chemnitzu je na dvorišču Kulturkaufhaus Tietz. Je eden redkih obstoječih in sega več milijonov let nazaj (podrobnosti so prikazane v Muzeju naravoslovja Museum für Naturkunde Chemnitz, ustanovljenem leta 1859). Znotraj meja mesta, v okrožju Rabenstein, je najmanjši grad na Saškem, grad Rabenstein.
Mesto se je od združitve Nemčije precej spremenilo. Večine industrije zdaj ni več, jedro mesta je bilo obnovljeno s številnimi trgovinami in ogromnimi nakupovalnimi centri. Mnoge od teh trgovin so mednarodne blagovne znamke, vključno z Zara, H&M, Esprit, Galeria Kaufhof, Leiser Shoes in Peek & Cloppenburg. Veliko nakupovalno središče Galerie Roter Turm je zelo priljubljeno med mladimi.
Industrijski muzej Chemnitz je sidrišče ERIH, Evropske poti industrijske dediščine. Dodatni edinstveni industrijski spomeniki so na Schauplatz Eisenbahn (Saški železniški muzej in Muzej tehnološkega žičniškega sistema) v Chemnitz-Hilbersdorfu. Državni arheološki muzej Chemnitz je bil odprt leta 2014 in je v nekdanjih veleblagovnicah Schocken (arhitekt: Erich Mendelsohn; odprtje veleblagovnice 1930).
Muzej Gunzenhauser, nekdanja banka, je bil odprt 1. decembra 2007. Alfred Gunzenhauser, ki je živel v Münchnu, je imel zbirko približno 2500 kosov sodobne umetnosti, vključno s številnimi slikami in risbami Otta Dixa, Karla Schmidt-Rottluffa in drugih. Drug velik muzej umetnosti v Chemnitzu je v bližini glavne železniške postaje, imenuje se Museum am Theaterplatz (postavljen leta 1909 kot König-Albert-Museum). Botanični vrt Chemnitz je občinski botanični vrt, Arktično-alpski vrt fundacije Walterja Meusela pa je neprofitni vrt, specializiran za arktične in alpske rastline. V bližini centra mesta je  Villa Esche (muzej Henry-van-de-Velde). To zgodovinsko hišo je leta 1902 v slogu art nouveau zgradil van de Velde.
- Stara in nova mestna hiša
- Rdeči stolp
- Petrova cerkev
- Luteranska cerkev
- Grajska cerkev nad Grajskim jezerom
- Hotel Mercure, najvišja stavba v Chemnitzu
- Veleblagovnica Transparent
- Pogled na Falkeplatz ponoči
- Doprsni kip Karla Marxa, nekdanjega soimenjaka mesta
- Univerza za tehnologijo Chemnitz
- Pogled na mestne hiše in mestno jedro
- Kulturni center Chemnitz
- Vodni grad Klaffenbach
- Mestni bazen Chemnitz
- Gostišča v Grajskem parku
- Okamneli gozd Chemnitza znotraj Kulturkaufhaus Tietz
- Muzej Gunzenhauser
- Državni arheološki muzej Chemnitz

## Gospodarstvo
Chemnitz je največje mesto mestnega območja Chemnitz-Zwickau in je eno najpomembnejših gospodarskih območij novih nemških zveznih dežel. Leta 2016 je imel Chemnitz BDP 8456 milijard EUR, BDP na prebivalca pa 34.166 EUR. Od približno leta 2000 je mestno gospodarstvo beležilo visoke letne stopnje rasti BDP; Chemnitz je med prvimi desetimi nemškimi mesti po stopnji rasti. Za lokalno in regionalno gospodarsko strukturo so značilna srednje velika podjetja, pri čemer so najpomembnejši sektorji težke industrije strojegradnje, obdelave kovin in proizvodnje vozil.
Zaposlenih je približno 100.000 ljudi, od tega se jih približno 46.000 vozi iz drugih občin. 16,3 % zaposlenih v Chemnitzu ima univerzitetno ali visokošolsko izobrazbo, kar je dvakrat več od povprečja v Nemčiji.